# Virginie Peitavi
 (mars 2012).
Si vous disposez d'ouvrages ou d'articles de référence ou si vous connaissez des sites web de qualité traitant du thème abordé ici, merci de compléter l'article en donnant les références utiles à sa vérifiabilité et en les liant à la section « Notes et références ».
Virginie Peitavi, née le 9 septembre 1971 à Louviers dans l'Eure, est une bassiste et guitariste française. Elle fait partie des pionniers du noise rock français avec le groupe Sloy dans les années 1990.

## Biographie
Actuellement, elle est la guitariste baritone de 69, groupe fondé 2006 avec le guitariste et chanteur Armand Gonzalez.

## Sloy
Virginie Peitavi est la bassiste du groupe Sloy formé en 1992 à Beziers et fInfluencé par des groupes tels que Devo, Public Image Limited, Talking Heads, ou encore Joy Division, il jouait un rock énergique et singulier.
Cyril Bilbeaud (batterie), Virginie Peitavi (basse et sampler) et Armand Gonzalez (chant et guitare) quittent Béziers en 1993 et vivent un temps en autarcie, campant dans un camion sur des parkings, avant de se fixer à Rennes, où ils sont repérés par le label RoseBud.
Ils font une apparition remarquée aux Transmusicales de 1994 (Programmations des Rencontres trans musicales), après la sortie du maxi Fuse et un premier article dans Les Inrockuptibles.
Leur premier album, Plug, produit par le légendaire Steve Albini , sort en 1995 chez Roadrunner Records et est distribué en France, en Belgique et en Hollande. En mars, John Peel propose à Sloy d'enregistrer une session pour BBC Radio 1 et, la même semaine, Albini invite le groupe en première partie de Shellac, son propre groupe, lors de son passage à Londres. PJ Harvey, impressionnée, invite alors Sloy à faire la première partie de son concert londonien. La division Royaume-Uni de Roadrunner décide de sortir Plug en Angleterre en novembre. Sloy part alors en tournée à travers l'Europe en compagnie des Skippies, de Kepone ou Braniac et se produit dans quelques festivals d'été. 
À la fin de l'année 1995, le groupe retourne en Angleterre pour trois dates, avant de tourner en France avec PJ Harvey, en Hollande avec Kepone et en Belgique avec les Skippies.
Début 1996, le groupe s'isole pendant deux mois et compose. À la fin du printemps, le trio repart en tournée en Angleterre avec Ligament et Girls against Boys, testant ses nouveaux titres. 
Dans la foulée, Sloy enregistre Planet of Tubes, son deuxième album, qui sort chez PIAS en France et en Allemagne. Celui-ci est enregistré en juin 1996 au Black box studio et  masterisé aux Studios Abbey Road par Steve Albini.
En 1998, le groupe est retenu par Noir Désir pour faire partie de l'album de remix One Trip/One Noise avec sa reprise de Les Écorchés.
Electrelite, le troisième album, est enregistré au Black Box Studio pendant le printemps 1998. Il est suivi d'une tournée en Belgique et en France, au cours de laquelle Sloy se produit plusieurs fois en première partie de Placebo.
Le groupe se sépare en 1999.

## Château Bandit
Virginie Peitavi est accompagné de Armand Gonzalez, un E.P sort en 2015. Château Bandit est un projet musical qui se produit dans des lieux atypique, communément appelé Urbex, Exploration urbaine.